# ديفيد إل. وليامز (مهندس معماري)
ديفيد إل. وليامز (بالإنجليزية: David L. Williams)‏ هو مهندس معماري أمريكي، ولد في 2 نوفمبر 1866، وتوفي في 28 سبتمبر 1937.